# Sogdiana

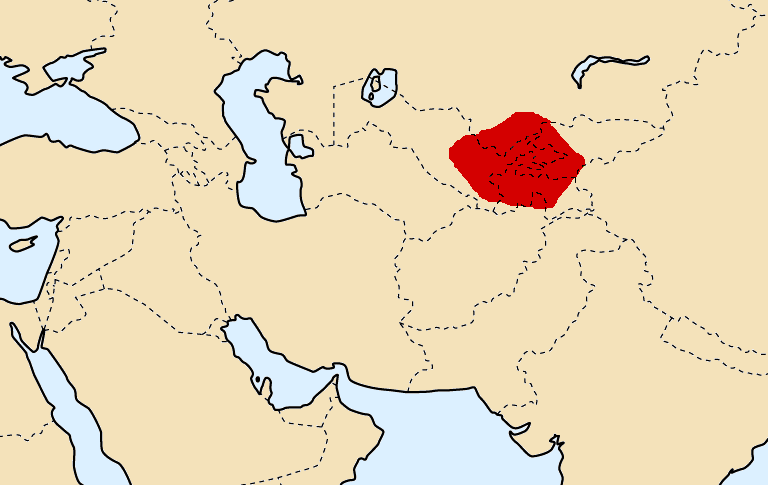
Mapa Sogdiany

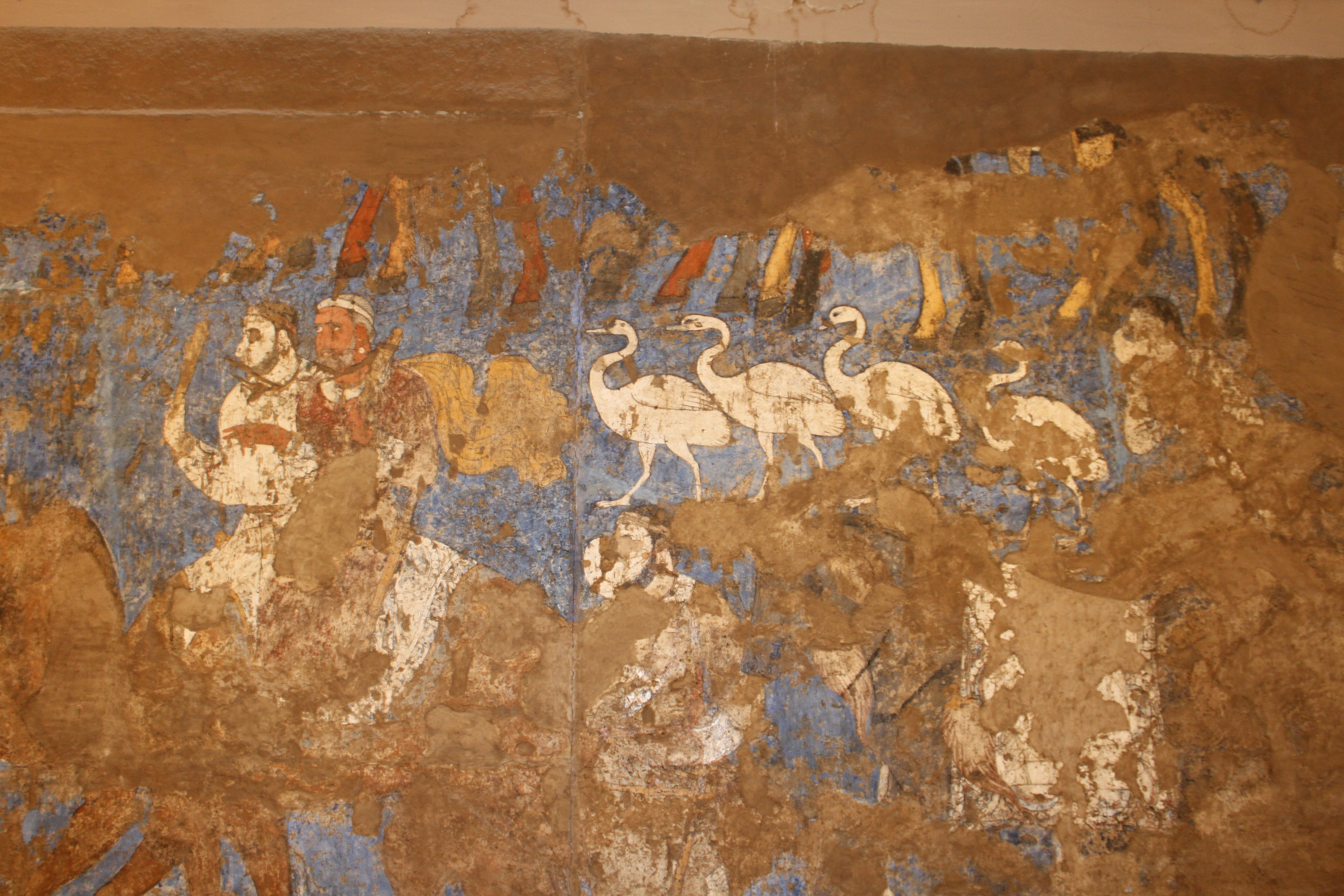
Afrasiabské obrazy: Příchod vyslanců

Sogdiana (staropersky Suguda-; starořecky Σογδιανή; čínsky 粟特 – pinyin Sùtè; persky: سغد – Soġd; tádžicky: Суғд – Suġd; jaghnóbsky Suγd), též Sogd, byla starověká kultura existující zhruba od 6. století př. n. l. do 10.- 11. století. Centrum se nacházelo kolem dnešního uzbeckého města Samarkand. Rozkládala se však nejen na území dnešního Uzbekistánu, ale i Tádžikistánu, Kazachstánu a Kyrgyzstánu. 
Sogd je zmíněn v Avestě (jako "druhá nejlepší země, kterou vytvořilo nejvyšší božstvo Ahura Mazda"). Byl zde rozšířen jak mazdaismus, tak manicheismus, buddhismus a nestoriánské křesťanství. Je známo, že se v Sogdianě mluvilo sogdštinou. Tento jazyk vymizel, ale jedním z jeho dialektů, jaghnóbštinou, se dodnes hovoří v severozápadním Tádžikistánu. Poté, co byla Sogdiana dobyta Kýrosem II., zakladatelem Achaimenovské říše, stala se provincií této říše. K Makedonské říši ji roku 328 př. n. l. připojil Alexandr Veliký, když přitom čelil odporu především ogdianského bojovníka známého jako Spitamenés (Alexandrův syn a budoucí vládce země, Alexandr IV. Aigos, byl z poloviny Sogdianem, neboť jeho otec ho zplodil s Roxanou, dcerou velmože Oxyarta ze Sogdiany, která se stala Alexandrovou zajatkyní poté, co královo vojsko dobylo pevnost, ve které se ukrývala a Alexandr se do ní údajně na první pohled zamiloval. Svatba s Roxanou získala většinu sogdianských velmožů na Alexandrovu stranu a umožnila hladké získání oblasti). Poté Sogdiana podléhala dalším lokálním hegemonům: Seleukovské říši (i panovník Antiochos I. Sótér měl sogdianský původ), Řecko-baktrijskému království, Kušánské říši, Heftalitům (Bílým Hunům), Sásánovské říši, v 6. století prvnímu turkickému kaganátu (založenému Turkuty), Čínské říši a nakonec islámské Samanidské říši (819-999). 
Navzdory této permanentní nadvládě si sogdianské etnikum dlouho zachovávalo jedinečnost a důležitost, v turkutském kaganátu například byla sogdština soudním jazykem a za vlády čínské dynastie Tchang (618–907) sogdští obchodníci a diplomaté navázali jménem čínského panovníka vztahy s Byzantskou říší a hráli důležitou roli jako obchodníci na Hedvábné stezce. Velice významné rovněž bylo, že sogdianští vzdělanci překládali buddhistické texty do čínštiny, čímž přispěli k šíření tohoto náboženství v Číně. Tento vliv byl dlouho opomíjen, avšak roku 1916 francouzský sinolog a historik Paul Pelliot prostudoval tzv. Tun-chuangské rukopisy (čerstvě objevené v jeskyni Mo-kao v okrese Tun-chuang na severozápadě Číny) a identifikoval starodávnou sogdiánskou kolonii jižně od jezera Lobnor v Sin-ťiangu (dnes oblast obývaná Ujgury) jakožto epicentrum šíření buddhismu a nestoriánského křesťanství v Číně, čímž zahájil vlnu zájmu o zapomenutou kulturu a její roli, zejména v dějinách Hedvábné stezky a Číny. O váze Sogdianů v čínské společnosti svědčí i to, že někteří získali posty ministrů a například sogdianský generál An Lu-šan dosáhl významné postavené v armádě a dokonce vedl úspěšnou vzpouru (povstání An Lu-šana), která vyvrcholila dokonce založením vlastního státu roku 756 (císařství Jen). Sogdianští obchodníci měli velkou prestiž, arabští geografové označovali Sogdianu za jedno ze čtyř největších center světového obchodu. Sogdianci si dlouho udržovali svou pestrou škálu původních věr, která pro ně byla typická a jíž byli výjimeční, sogdianský kosmopolitismus byl pověstný. Od 8. století ho ale začali ztrácet, když nuceně přecházeli na islám, po muslimském dobytí Transoxanie. Spolu s tím také zanikla sogdština a byla vytlačena perštinou, čímž sogdské etnikum ztratilo kulturní jedinečnost a de facto zaniklo, ačkoli ještě v 9. století je doložena řada významných generálů zjevně sogdianského původu ve službách Abbásovského chalífátu. Ze sogdianského umění se mnoho nedochovalo, nejvýznamnějším je nález nástěnných maleb v Samarkandu, které pocházejí z 6. století (označovaného za vrcholnou éru sogdianské kultury). Tzv. Afrasiabské obrazy (Afrasiab je čtvrť dnešního Samarkandu) se nacházejí v troskách aristokratických domů a zachycující každodenní život a události, jako je příchod zahraničních vyslanců. Krom toho pomohly historikům k porozumění sogdianskému náboženskému synkretismu. Je například zřejmé, že buddhističtí Sogdiané začlenili některá z íránských božstev do své verze buddhistického Panteonu.